# 気まぐれな狂気
『気まぐれな狂気』（きまぐれなきょうき、原題: Truth or Consequences, N.M.）は、1997年にアメリカ合衆国で製作された犯罪映画。キーファー・サザーランドの初監督作品。

## ストーリー
長い刑務所暮らしを終えたチンピラのレイモンドは、恋人のアディと共に人生をやり直そうとするが、なかなか上手くはいかない。ついに嫌気がさした彼は、刑務所で知り合ったカーティスとマーカス、そしてアディを誘って、ディーラーの元からドラッグを盗み出す計画を立てるのだった。しかし、計画の実行当日に予想外の事態が発生する。なんと留守だと思っていたディーラーがそこにいたのだ。動揺する一同、するとカーティスがディーラーと取引相手を射殺してしまう。しかも死んだ取引相手を調べると、隠しマイクとカメラを身に付けた潜入捜査官だということが判明する。これにより、麻薬を持って国外に逃亡するしかなくなった一同は、たまたま草原にピクニックに来ていたカップルを人質にとり、メキシコへと向かうのだった。だが、実はマーカスも潜入捜査官の一人であり、彼らの逃亡先を警察へ知らせるメモを残していた。

## キャスト
| 役名                   | 俳優                       | 日本語吹替 |
| ---------------------- | -------------------------- | ---------- |
| レイモンド・レムベック | ヴィンセント・ギャロ       | 堀内賢雄   |
| マーカス・ウェアンズ   | ミケルティ・ウィリアムソン | 古澤徹     |
| カーティス・フリレイ   | キーファー・サザーランド   | 山路和弘   |
| ゴードン・ヤコブソン   | ケヴィン・ポラック         | 牛山茂     |
| アディ・モンロー       | キム・ディケンズ           | 松本梨香   |
| ドナ・モアランド       | グレイス・フィリップス     | 佐藤しのぶ |
| フランク・トンプソン   | ジェームズ・マクダニエル   | 水野龍司   |
| ロバート・ボーイラン   | リック・ロソヴィッチ       | 檀臣幸     |
| エディ・グリロ         | ジョン・C・マッギンレー    | 仲野裕     |
| ウェイン               | マックス・パーリック       | 高宮俊介   |
| トニー・ヴァーゴ       | ロッド・スタイガー         | 小山武宏   |
| サー                   | マーティン・シーン         | 佐々木勝彦 |